# Hipódromo de Kranji
El Hipódromo de Kranji (en inglés: Kranji Racecourse) es un lugar de celebración de las carreras de caballos pura sangre en la zona Kranji de Singapur. Construido y operado por el Club Hípico de Singapur, abrió en el año 2000 como un reemplazo moderno para el hipódromo de Bukit Timah. El hipódromo de Singapur alberga una serie de importantes carreras domésticas, así como dos importantes eventos internacionales, la Copa Internacional de Singapore Airlines y el KrisFlyer Internacional Sprint.